# Araneus lineatus
Araneus lineatus är en spindelart som beskrevs av Franganillo 1931. Araneus lineatus ingår i släktet Araneus och familjen hjulspindlar.
Artens utbredningsområde är Kuba. Inga underarter finns listade i Catalogue of Life.